# Luís Cília
Luís Fernando Castelo Branco Cília OL (Nova Lisboa, Angola, 1 de fevereiro de 1943) é um compositor e intérprete musical português.

## Biografia
Luís Cília é um cantor de intervenção que no exílio, em França, denunciou a guerra colonial e a falta de liberdade em Portugal. Uma das suas músicas desse período mais conhecidas, Avante camarada, tornou-se uma espécie de segundo hino do Partido Comunista Português.
Veio de Angola para Portugal em 1959, para prosseguir os seus estudos. Em 1962 conheceu o poeta Daniel Filipe que o incentivou a musicar poesia. Datam desse ano as suas primeiras experiências nesse campo ("Meu país", "O menino negro não entrou na roda", entre outras), mais tarde incluídos no seu primeiro disco, gravado em França, para a editora Chant du Monde. Em Abril de 1964 partiu para Paris, onde viveu até 1974. Em França estudou guitarra clássica com António Membrado e composição com Michel Puig. Entre 1964 e 1974 realizou recitais em quase todos os países da Europa.
Depois do seu regresso a Portugal continuou a gravar discos, como compositor e intérprete e a realizar recitais. Como intérprete, gravou dezoito discos, alguns dos quais dedicados a poetas, tais como Eugénio de Andrade ("O peso da sombra"), Jorge de Sena ("Sinais de Sena") ou David Mourão Ferreira ("Penumbra").
Nos últimos anos tem-se dedicado apenas à composição, nomeadamente para Teatro, Bailado e Cinema.

## Reconhecimento
A 9 de junho de 1994, foi agraciado com o grau de Oficial da Ordem da Liberdade.
A sua canção A Mafia Lusitana, é uma das 150 canções, que constam na antologia, As Palavras das Canções, organizada por João Calixto, editada com o apoio da Sociedade Portuguesa de Autores.

## Discografia
Entre a sua discografia encontram-se:
- 1964: Portugal-Angola: Chants de Lutte (Le Chant Du Monde)[3][13]
- 1965: Portugal Resiste (Ep, Cercle du Disque Socialiste)
- 1967: La Poésie Portugaise de nos jours et de toujours 1, editado pela Moshé-Naïm[14]
- 1967: O Salto (Single, UAF)
- 1969: La Poésie Portugaise de nos jours et de toujours 2, editado pela Moshé-Naïm
- 1971: La Poésie Portugaise de nos jours et de toujours 3, editado pela Moshé-Naïm
- 1973: Contra a ideia da violência a violência da ideia (Le Chant Du Monde)
- 1974: O guerrilheiro (Orfeu)
- 1974: O povo unido jamais será vencido/Uma Palavra antiga (Single, Orfeu)
- 1975: Resposta (LP, EMI)
- 1975: Canção Em Coro/Resposta (Single, EMI)
- 1976: Novembro/A Festa Nunca Acaba (Single, Guilda da Música)
- 1976: Memória (LP, Diapasão)
- 1978: Transparências (LP, Guilda da Música)
- 1980: O peso da sombra - A poesia de Eugénio de Andrade (LP, Diapasão)
- 1981: Marginal (LP, Diapasão)
- 1983: Contradições (LP, Diapasão)
- 1985: Sinais de Sena - A poesia de Jorge de Sena (LP, Diapasão)
- 1987: Penumbra - A poesia de David Mourão Ferreira(LP, Tejo/Transmédia)
- 1988: A Regra do Fogo - Música para bailados (CD, Tejo/Transmédia)
- 1995: Bailados - Música para bailados (CD, Strauss)

Reedições
- 1973: Meu País (reedição ampliada de Portugal, Angola - Chants de Lutte).
- 1982: Cancioneiro (reedição deO guerrilheiro)(Diapasão/Sassetti)
- 1996: La Poésie Portugaise de nos jours et de toujours (compilação lançada na França dos LP's de 1967, 1969 e 1971).